# Chlorophorus convexifrons
Chlorophorus convexifrons är en skalbaggsart som beskrevs av Holzschuh 1981. Chlorophorus convexifrons ingår i släktet Chlorophorus och familjen långhorningar. Inga underarter finns listade i Catalogue of Life.